# Gerda Steiner & Jörg Lenzlinger

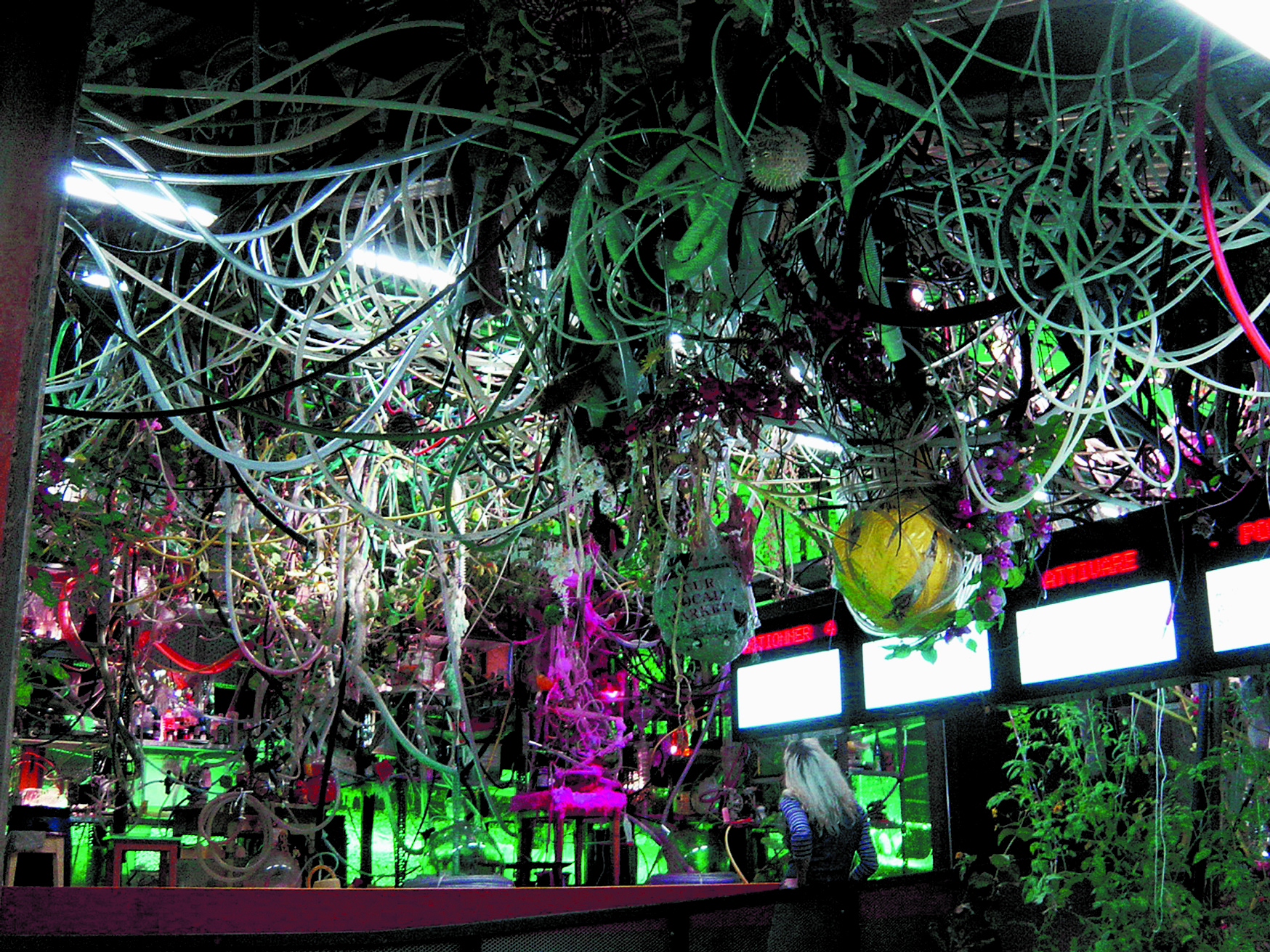
Gerda Steiner & Jörg Lenzlinger. Heimatmaschine, Expo 02, Murten

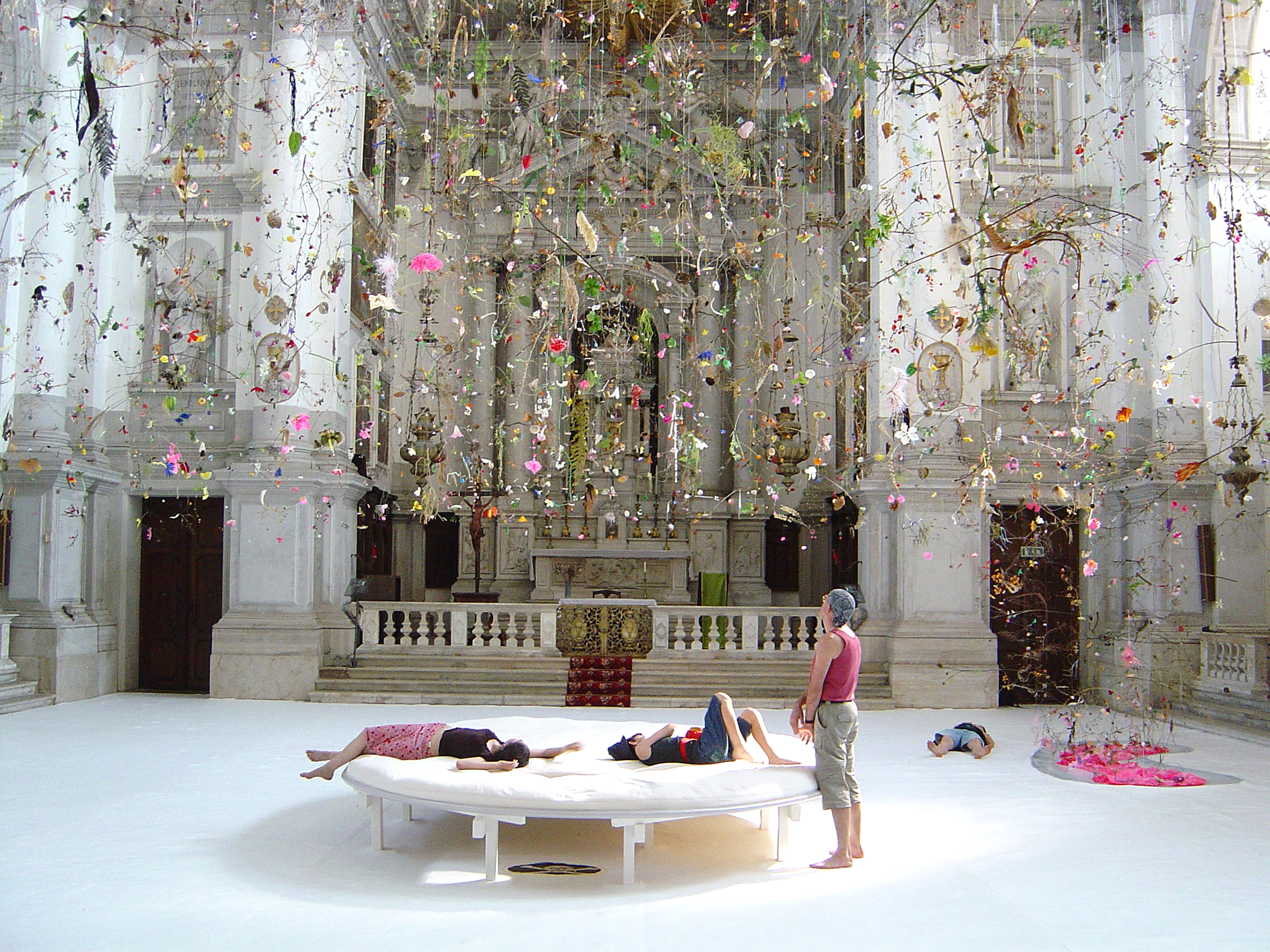
Gerda Steiner & Jörg Lenzlinger. Giardino calante Chiesa San Stae Biennale Venedig 2003

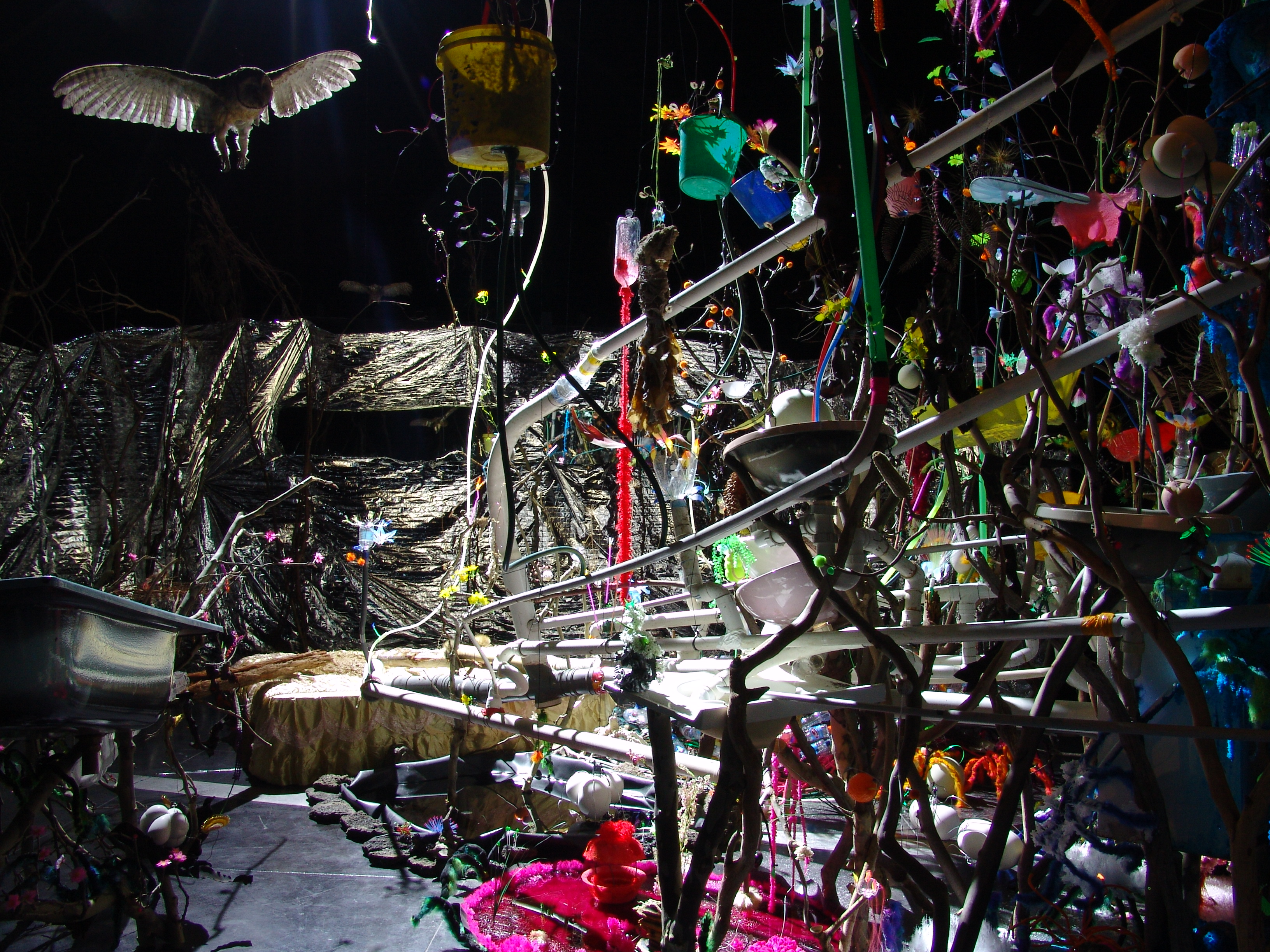
Gerda Steiner & Jörg Lenzlinger. Waterhole, ACCA Melbourne 2008

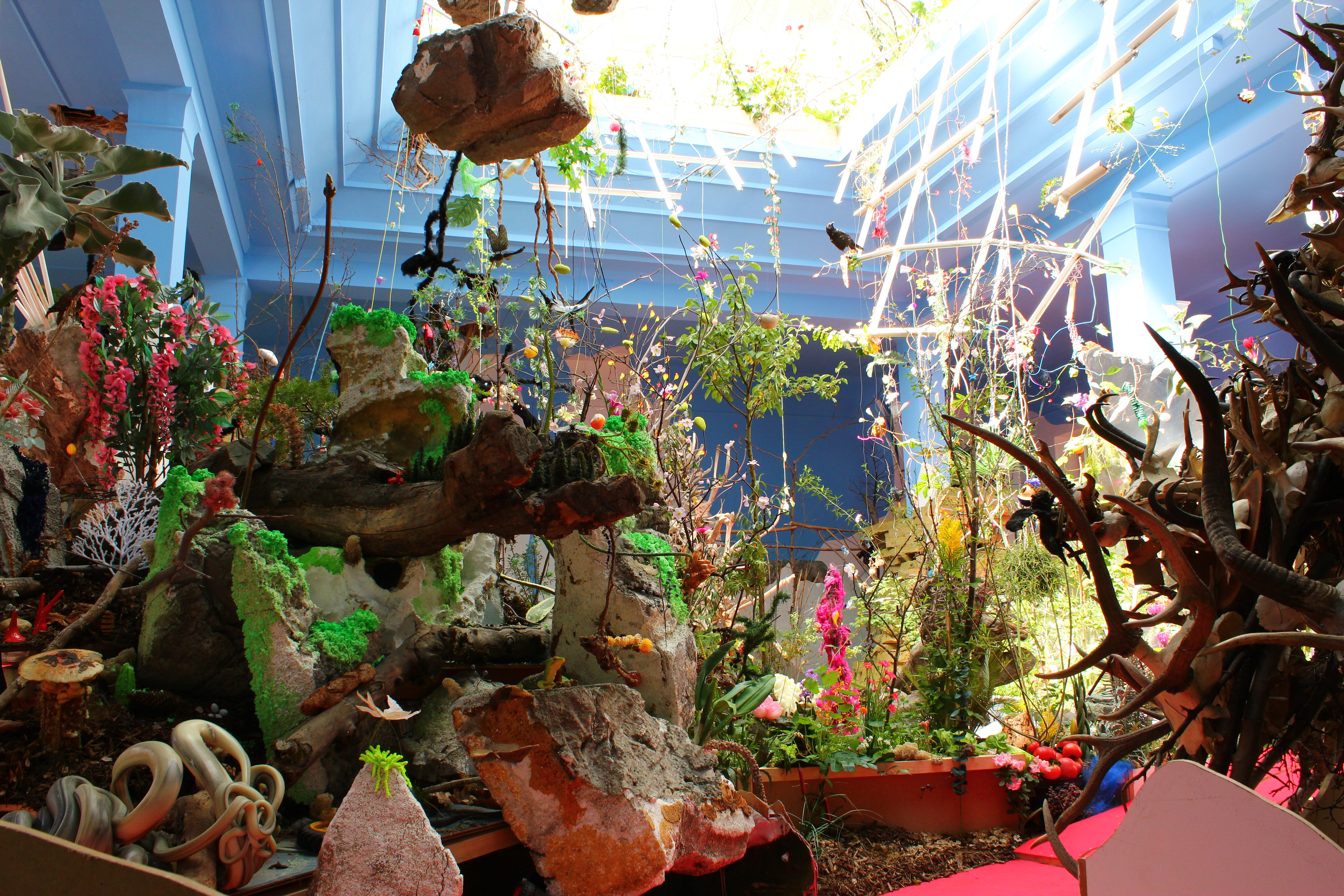
Gerda Steiner & Jörg Lenzlinger. Nationalpark Bündner Kunstmuseum Chur 2013

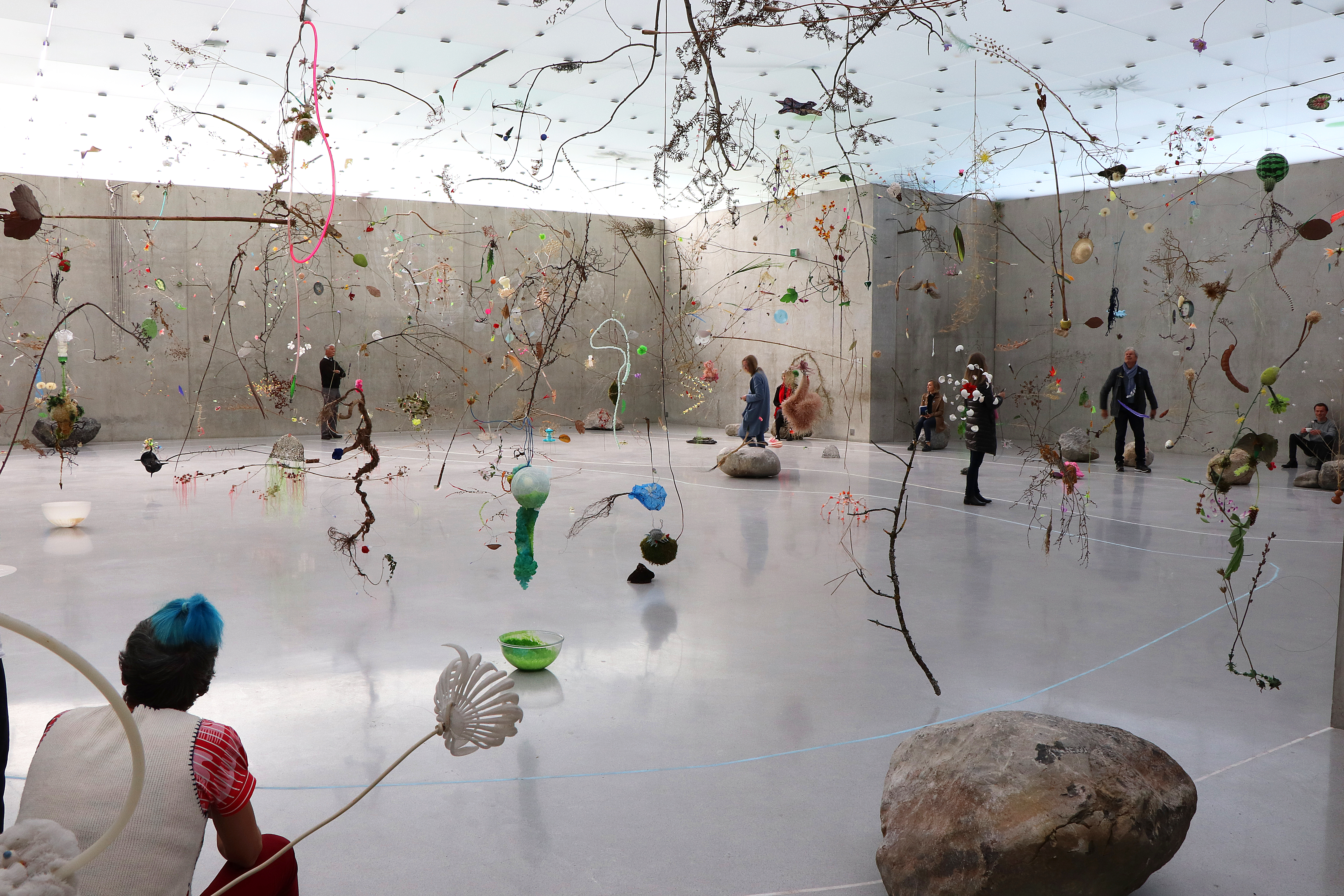
Gerda Steiner & Jörg Lenzlinger. Lungenkraut, Kunsthaus Bregenz 2017

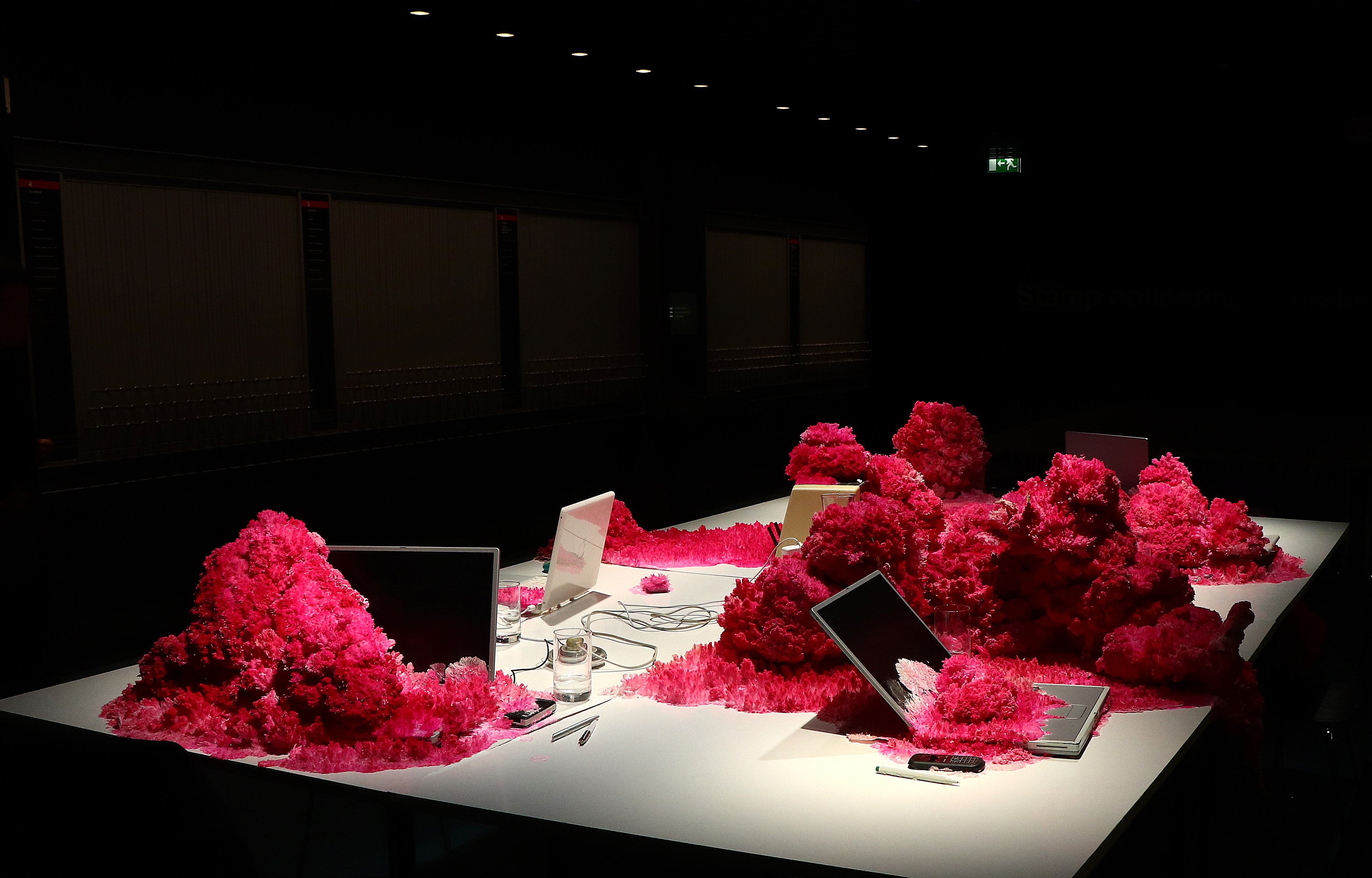
Gerda Steiner & Jörg Lenzlinger. The Conference (2010). Museum für Kommunikation, Bern, seit 2019

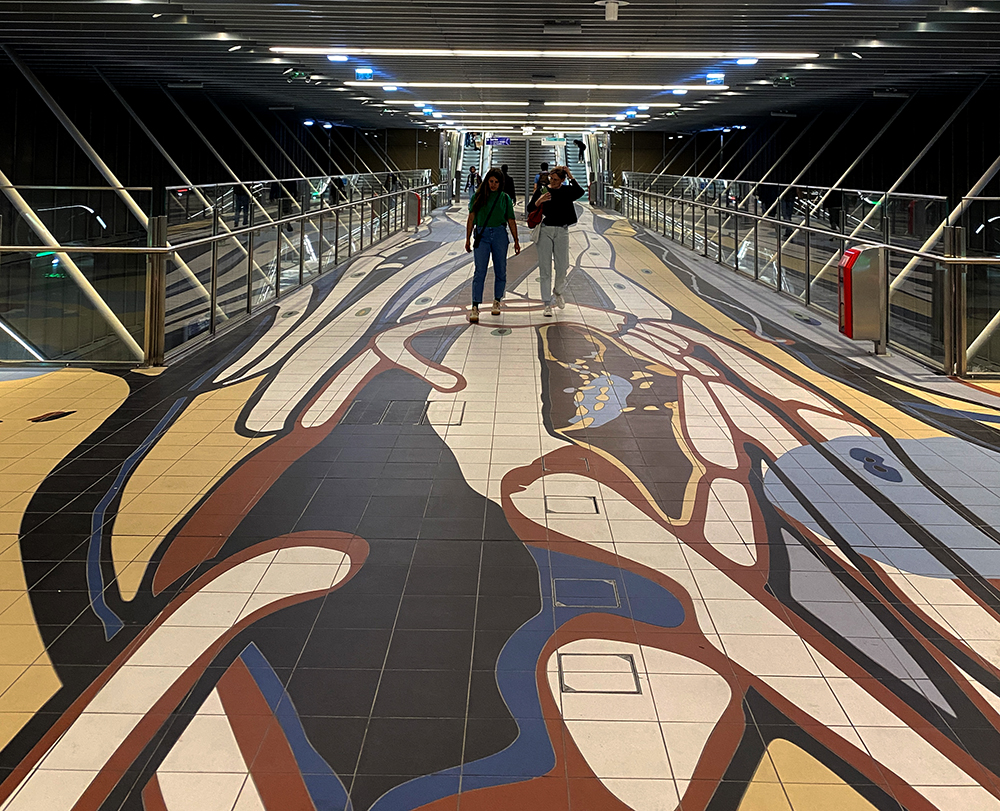
Gerda Steiner & Jörg Lenzlinger. La belle vie souterraine, Metrostation Chevilly-Larue, Paris, 2024

Gerda Steiner (* 1967 in Ettiswil) und Jörg Lenzlinger (* 1964 in Uster) sind zwei Schweizer Künstler, die seit 1997 gemeinsam arbeiten. Sie schufen ortsspezifische, raumfüllende, meist begehbare Installationen wie „Heimatmaschine“ (Expo.02 Pavillon Heimatfabrik, Murten), „Fallender Garten“ (Kirche San Staë, 50. Biennale di Venezia, 2003), „Power Sources“ (Art Tower Mito, Japan, 2012), „Nationalpark“ (Bündner Kunstmuseum Chur, 2013), oder Bushpower (Sydney Biennale, 2014). Darüber hinaus arbeiten sie auch in den Medien Zeichnung, Malerei, Fotografie, Video und Performance.

## Leben und Werk
Gerda Steiner besuchte die Kunstschulen in Luzern (1984) und Basel (1987–88). Es folgten Auslandsaufenthalte in der Cité Internationale des Arts, Paris (1993) und im Artist Studio Programme, Montréal (1995). Jörg Lenzlinger absolvierte eine Lehre als Schreiner (1980–1984) und die Hochschule für Kunst und Gestaltung, Zürich (1985). Es folgte ein Auslandsaufenthalt am Exploratorium, San Francisco (1996). Gemeinsame Aufenthalte folgten 1999 am Queen’s College, Melbourne, 2003 in Bamako, Mali und 2006 beim artpace San Antonio (Texas). Seit 2010 leben sie in Langenbruck (Schweiz), ausgedehnte Reisen und Recherchen an den Schnittstellen von Kultur und Natur sind Teil des künstlerischen Schaffensprozess.
Ein Material, das in vielen Arbeiten eine zentrale Rolle spielt, ist Harnstoff, ein Stoff den jeder Mensch in kleinen Mengen (ca. 20 g) täglich selbst absondert, der seit den 1950er Jahren in industriellem Ausmass hergestellt wird, vor allem um in Form von Kunstdünger die hohen Erträge der intensiven Landwirtschaft zu ermöglichen. Im Werk von Steiner/Lenzlinger (z. B. The Conference, 2010) steht er für unbändiges Wachstum, das Alles zu überwuchern droht, aber auch für das Filigrane, das Langsame und eine Aesthetik des Unkontrollierbaren. „Die Veränderungen sind allerdings schleichend, es sind keine Explosionen, aber sie machen vor nichts Halt.“
„Natur, biologische Vielfalt und Wandel sind zentrale Themen in der Arbeit des Duos“, schreibt die Kritikerin Emily Sharpe anlässlich einer grossen Werkschau im Museum Tinguely Basel („Too Early to Panic“, 2018), „und die immersive Präsentation ist so konzipiert, dass sie die Sinne weckt und das Nachdenken über Konzepte wie Wachstum, Schönheit, Tod und Fruchtbarkeit anregt - und über die Auswirkungen der von uns getroffenen Entscheidungen auf die Gesellschaft.“ Der im Werk artikulierte Naturbegriff ist sehr weit, er umfasst nicht nur biologische und geologische Objekte und Prozesse, sondern auch kulturelle Artefakte, massenproduzierte Artikel und Weggeworfenes, etwa in der Arbeit Nationalpark (Kunstmuseum Chur, 2017). Die Arbeiten zeichnen sich aus durch überbordende Hybridisierungen, einer Lust am Spiel, aber auch durch aufmerksames Beobachten und Verwischen der Grenzen der Kunst.

## Einzelausstellungen (Auswahl)
- 2001: "The seed sounds of the vegetative nervous system at the hydroponic nectar lakes", Contemporary Arts Center CAC, Cincinnati (USA)
- 2002: "Die Heimatmaschine", Expo.02, Murten, Schweiz
- 2004: "Brainforest", 21st Century museum of Contemporary ArtKanazawa, Japan
- 2006: "Das Vegetative Nervensystem", Museum Kunstpalast, Düsseldorf
- 2007: "O Escritorio", CCBB Brasilia, Brasilien
- 2008: "The water hole", Australian Center for Contemporary Art (ACCA), Melbourne
- 2010: "Comment rester fertile?", Centre culturel suisse, Paris
- 2011: "Hochwasser – Trink oh Herz vom Überfluss der Zeit!", Arp Museum Bahnhof Rolandseck
- 2012: "Power sources", Art Tower Mito, Japan
- 2013: "Nationalpark", Bündner Kunstmuseum Chur, Schweiz
- 2015: "Пикник" - "Picknick", Museum für moderne Kunst PERMM, Perm, Russland
- 2018: „Too early to panic“, Museum Tinguely, Basel, Schweiz
- 2019: "Aux Extremités de notre Univers" Musée de Valence
- 2021: "Copain" FRAC Marseille
- 2021–31: "Schatz et Jardin" FRAC Alsace. Frankreich

## Biennalen
- 2003: "Giardino calante", Biennale Venedig
- 2004: "Jungbrunnen", Bienal Internacional de Arte Contemporáneo de Sevilla
- 2006: "Artificial Fertility", Shanghai Biennale
- 2007: "The Desalination Plant Waste Garden", Sharjah Biennial, Vereinigte Arabische Emirate
- 2009: "The Treatment", Moskau Biennale[6]
- 2014: "Bush power", Sydney Biennale

## Permanente Arbeiten (Auswahl)
- „La belle vie souterraine“, Metrostation Chevilly-Larue, Paris, 2024
- „Maskenball der Biodiversität“ Kongresshaus Zürich, 2020
- „Les Pierres & le Printemps“ Domaine Chaumont-sur-Loire, Frankreich, 2015
- „Paysage au grand galop“ Musée de Valence, 2013
- „Ghost Satellites“ Tokamachi, Japan 2012
- „Quellengrotte“ Grotte, Quelle und Garten Wohnsiedlung Quellengarten, Rheinfelden 2012
- „Eldorado“ Skulpturenpark Kloster Schöntal Langenbruck 2011
- „Die schlafende Schönheit“ im Tal – Hasselbach, Deutschland 2009
- „Kristallisator“ Erdwissenschaftlichen Forschungs- und Informationszentrum der ETH Zürich, Museum focusTerra, 2009
- „Crystal Growth“ Paul Scherrer Institute, Villingen, Switzerland 2007

## Residencies / Preise
- 1999 Artists in Residence Queen’s College, Melbourne
- 2019 Artists in Residence at Instituto Inclusartiz, Rio de Janeiro, Brasilien
- 2000 Swiss Art Awards (Eidgenössischer Kunstpreis)
- 2002 Swiss Art Awards (Eidgenössischer Kunstpreis)
- 2003 Artist in Residence in Bamako, Mali
- 2006 Artist in Residence at artpace San Antonio, Texas
- 2012 Kunstpreis Basel-Landschaft
- 2022 Willi Reber Kunstpreis. Chur